# Beresan (Kolonistenbezirk)
Beresan ein ehemaliger Kolonistenbezirk  in der Ukraine, das Gebiet am Steppenflüsschen Beresan nordöstlich von Odessa, das im Jahre 1809/10 besiedelt wurde. Die meisten Siedler stammten aus den Rheinprovinzen Pfalz, Elsass und Baden.
Alle Kolonien – Landau (heute Schyrokolaniwka), Speyer (heute Pischtschanyj Brid/Піщаний Брід), Rohrbach (heute Nowoswitliwka), Katharinenthal (heute Kateryniwka (Mykolajiw)), Worms (heute Wynohradne/Виноградне), Sulz (heute zerstört), Karlsruhe (heute Stepowe/Степове), Rastadt (heute Poritschtschja), München, Johannestal (heute Iwaniwka/Іванівка), Waterloo (heute Stawky/Ставки) – gehörten ursprünglich zum Großliebentaler Gebiet. Seit 1813 bildeten sie das Beresaner Siedlungsgebiet. Mit der Verwaltungseinteilung vom 30. April 1925 wurden die Gemeinden des Beresaner Gebiets zu einem deutschen nationalen Rajon Landau zusammengefasst.
Im Zuge der Umsiedlungsaktionen 1944 wurden Schwarzmeerdeutsche nach Wartheland abtransportiert und dort eingebürgert. 1945 wurden die meisten Schwarzmeerdeutschen in Viehwaggons nach Nordural, Kasachstan zwangsrepatriiert.